# Velké Kunětice
Velké Kunětice é uma comuna checa localizada na região de Olomouc, distrito de Jeseník.